# Đám tang người Việt

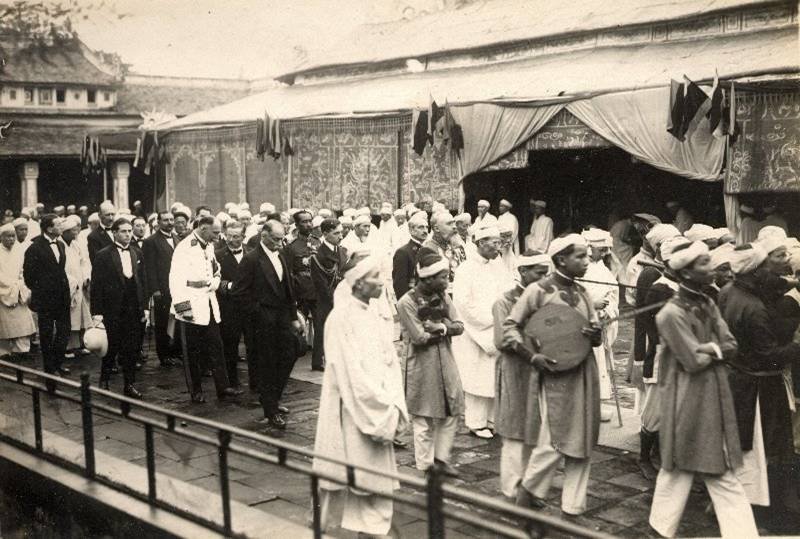
Lễ động quan trong đám tang vua Khải Định năm 1925. Gia quyến mặc tang phục màu trắng, có đoàn thổi kèn giải và đánh đàn.

Đám tang hay đám ma, lễ tang, tang lễ, tang ma, ma chay là một trong những phong tục của Việt Nam. Bao gồm nhiều quy trình của những người đang sống thực hiện đối với người vừa chết.
Tang lễ được tổ chức khác nhau ở các dân tộc trên Việt Nam, mỗi một dân tộc có những nghi lễ tổ chức khác nhau mặc dù không nhiều nhưng đều có những bước cơ bản tương đối giống nhau ở các người Kinh cũng như các dân tộc thiểu số khác. Trong tang lễ ngày nay lại có những điểm khác so với thời kì từ thế kỉ 20 trở về trước. 

Cờ tang

## Ma chay
Đối với những trường hợp người gần chết, người thân có thể phán đoán biết trước thì việc đầu tiên là hỏi xem người gần chết có trăng trối những gì, những lời nhắn nhủ lúc này được gọi là di ngôn, hỏi người đó có tự đặt lấy tên thụy (hay còn gọi là thụy danh hay thụy hiệu) tức là tên sau này để khấn khi cúng cơm nên còn được gọi là tên cúng cơm. Kế tiếp dùng nước ngũ vị hương lau sạch sẽ thân người, thay đổi quần áo tươm tất. Khi người đó tắt hơi rồi, lấy chiếc đũa để ngang hàm gọi là cài hàm để cho răng khỏi nghiến vào nhau (theo khoa học thì để cho "TỬ KHÍ" của người mới chết được thoát ra ngoài, sau bỏ một vốc gạo và ba đồng tiền vào miệng, nhà giàu thì thường dùng ba miếng vàng sống, đây được gọi là ngậm hàm hoặc phạn hàm. để người chết ăn mà không biến thành ma đói (ngạ quỷ, cô hồn), theo khoa học thì như vậy dùng để hút hơi ẩm bên trong cơ thể người chết, tránh bị thối rữa (phân hủy) nhanh.

### Trùng tang

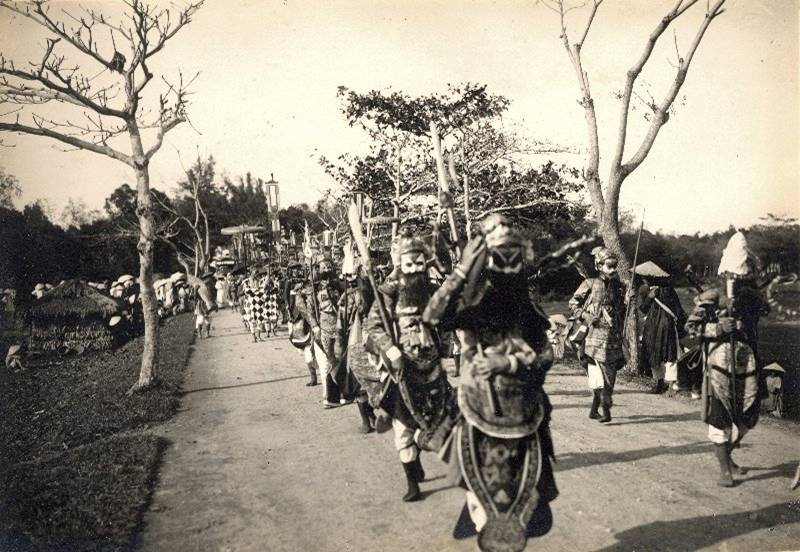
Đoàn rước linh cữu vua Khải Định, dẫn đầu là phương tướng đang xua đuổi tà ma dọc đường.

Theo phong tục, ngày giờ người chết vừa tắt thở phải nhớ chính xác để đem cho thầy tự xem có bị rơi vào giờ trùng tang hoặc bị quỷ tinh ám ảnh hay không. Nếu gặp ngày giờ xấu thì phải nhờ thầy dùng bùa để tống xuất, lá bùa này được dán trên quan tài và cho vào những vỏ ốc chôn ở bốn phía ngôi mộ, hoặc bỏ vào quan tài một cỗ bài tổ tôm, quyển lịch Tàu hay lịch ta, tàu lá gói để trấn áp ma quỷ, hoặc khi đem chôn thì có hai hay nhiều phương tướng đi trước đám tang, ăn mặc như tướng quân, múa đao để trừ tà ma ở dọc đường hoặc ở mộ huyệt (trường hợp này mộ huyệt phải đào tam cấp). Bảng tính và Cách hóa giải trùng tang

### Hạ tịch
Đưa người vừa mất xuống chiếu trải dưới đất 1 chốc rồi đưa lên lại, lấy nghĩa người bởi đất sinh ra thì khi chết lại về với đất (nhân sinh ư thổ, diệc hoàn ư thổ) hoặc để lấy đủ âm dương cho người chết, hoặc hy vọng rằng việc này có thể hoàn sinh khí cho người đã mất.

### Cáo phó
Cáo phó là thông báo về tang lễ thường được đặt trước cổng tang gia hoặc gửi đến từng người thân thích. Ngày nay có thể đăng cáo phó trên các phương tiện truyền thông hoặc gọi điện thoại báo tin. Trên cáo phó phải ghi rõ tên người chết, ngày sinh và mất, và chi tiết về tang lễ như thời gian địa điểm làm lễ nhập quan và di quan...

## Khâm liệm và nhập quan
Khâm liệm là dùng vải để quấn người chết, thường thì người nhà dùng vải thường trắng (đối với gia đình khá giả dùng vải tơ lụa) may làm đại liệm, tiểu liệm.. Ai theo đạo Phật thì có mền Quang Minh để đắp, trên đó có danh hiệu Phật, chú Vãng Sanh, chú Thất Phật Diệt Tội, các bài kinh, câu kệ; thường được may bằng vải tốt, vải lụa màu vàng, đỏ, thêu chỉ ánh kim. Tránh may khăn liệm bằng da thú, sợ kiếp sau người chết đó đầu thai thành thú vật.   Sau khi liệm xong, những người thân đứng quanh quan tài, nâng người chết bằng 4 góc của tấm vải tạ quan và đặt vào quan tài gọi là nhập quan đối với thi hài nam giới thì nâng lên 7 lần còn đối với nữ nâng lên 9 lần tượng trưng cho số vía. Trên quan tài đặt 1 chén cơm úp (2 chén cơm úp thành 1), trên có cắm đôi đũa hoa, là đũa vót ra cho thành hình hoa (gai góc). Chắc chắn đôi đũa đó không thể nào dùng để ăn được! Theo quan niệm của người xưa, đũa đó để phòng chống tà ma, những vong hồn muốn đến phá hoại, lôi kéo linh hồn người chết đi đến nơi này, nơi kia để rồi "lạc hồn" mà không quay về nhà được. Và trên đó còn để quả trứng gà luộc gọi là cơm bông, xưa có tục cướp cơm bông để cho trẻ ăn để phòng bệnh, quan tài phải quay đầu ra ngoài.

### Thiết linh sàng, linh tọa
Linh sàng là giường của linh hồn, thường được lập ở phía đông, có quây màn và để gối như lúc sống. Linh tọa là bàn thờ đặt trước linh cữu, giữa linh tọa đặt bài vị bằng nan tre ghi họ tên, ngày sinh tháng mất và chức tước hoặc ảnh người chết, 2 bên có đèn nến, trước có bát nhang gọi là bộ tam sự, rượu, ba chung trà, ba chén cơm (chén ở giữa múc đầy, để 1 đôi đũa để cho người chết đó ăn; 2 chén 2 bên múc lưng chừng, để 1 chiếc đũa có nơi nói là để cho 2 vị thần ở 2 bên vai vác (Tả mạng thần quan và Hữu mạng thần quan) ăn,  hoặc có nơi nói là để cho vong linh cô hồn xung quanh đến ăn chung, chỉ để 1 chiếc đũa ngụ ý để họ ăn chậm và ít, không ăn nhanh bằng vong trên ban thờ, nếu không thì vong hồn người mới mất không ăn được nhiều mà thành ra đói, rồi lại "ma cũ ăn hiếp ma mới"), thức ăn người đó lúc còn sống thích (có thể cúng chay), bình hoa (thường là hoa trắng) và mâm ngũ quả.

### Tang gia
Gia đình người tham gia buổi tang lễ gồm họ hàng nội ngoại hai bên.

### Tang phục
Tục lệ xưa sau khi chết 4 ngày thì con cháu mới mặc đồ tang gọi là lễ thành phục. Tang phục được quy định như sau:
- Con trai: đội mũ rơm quấn bẹ chuối, áo sô gai, cầm gậy (cha mất thì gậy tre, mẹ mất thì gậy vông vì thân tre tròn biểu tượng dương (cha); cành gỗ vông đẽo được thành hình vuông, biểu tượng âm (mẹ)).
- Con dâu: áo sô gai, thắt lưng bện bằng bẹ chuối, áo xổ gấu hoặc không (tùy theo cha còn hay mẹ còn, con gái còn ở nhà hay đã xuất giá), đầu chít khăn tang.
- Con gái: tương tự như con dâu nhưng khi đưa tang thì phải che mặt
- Cháu nội: đội mũ mấn, khăn trắng, mặc áo thụng trắng.[18]
- Con rể, anh em trai: mặc áo thụng trắng.
- Chị em gái: quấn vặn khăn trắng với tóc.

Ngoài ra, theo Quốc triều Hình luật có quy định cách thức mặc đồ tang và thời gian để tang (Hoàng Việt luật lệ về sau cũng không thay đổi), như sau:
| Năm hạng áo tang     | Hình thức                                                                                        |
| -------------------- | ------------------------------------------------------------------------------------------------ |
| Trảm thôi (đại tang) | Tang 3 năm (27 tháng), áo vải sô rất xấu, không khâu gấu.                                        |
| Tư thôi (cơ niên)    | Tang 1 năm có chống gậy, 1 năm không chống gậy, 5 tháng, 3 tháng; áo may vải sô gai có khâu gấu. |
| Đại công             | Tang 9 tháng, áo may vải to sợi.                                                                 |
| Tiểu công            | Tang 5 tháng, áo may vải to sợi.                                                                 |
| Ty ma                | Tang 3 tháng.                                                                                    |

Một số thời hạn để tang đối với những người có quan hệ gần
| Quan hệ         | Thời hạn để tang                                  |
| --------------- | ------------------------------------------------- |
| Cố ông/bà       | Tư thôi, 3 tháng                                  |
| Cụ ông/bà       | Tư thôi, 5 tháng                                  |
| Ông, bà         | Tư thôi, không phải chống gậy thì 1 năm           |
| Cha, mẹ         | Trảm thôi, 3 năm                                  |
| Chú, bác, thím  | Tang 1 năm                                        |
| Cô ruột         | Cô còn ở nhà: tang 1 năm; lấy chồng: tang 9 tháng |
| Anh em ruột     | Tang 1 năm                                        |
| Chị em dâu      | Tang 9 tháng                                      |
| Anh em chú bác  | Tang 9 tháng                                      |
| Chị em ruột     | Còn ở nhà: tang 1 năm; lấy chồng: tang 9 tháng    |
| Chị em chú bác  | Ở nhà: tang 9 tháng; lấy chồng: tang 5 tháng      |
| Con trai trưởng | [ 20 ]                                            |
| Con dâu trưởng  | Tang 1 năm                                        |
| Con trai thứ    | Tang 1 năm                                        |
| Con dâu thứ     | Tang 9 tháng                                      |

Quốc triều Hình luật không quy định việc để tang đối với bên ngoại và một số mối quan hệ khác, tuy nhiên người dân vẫn dựa theo Thọ Mai gia lễ để chịu tang, cụ thể một số trường hợp sau:
| Quan hệ                           | Thời hạn để tang                                                            |
| --------------------------------- | --------------------------------------------------------------------------- |
| Cháu ngoại                        | Ông bà ngoại để tang 3 tháng; cháu dâu, cháu gái đã có chồng: không để tang |
| Cậu, dì (anh chị em ruột với mẹ)  | Tang 5 tháng                                                                |
| Mợ (vợ cậu), dượng (chồng dì)     | Không để tang                                                               |
| Cháu (gọi người để tang bằng cậu) | Cậu để tang 5 tháng                                                         |
| Cha mẹ vợ                         | Tang 1 năm, ngoài ra con rể không phải để tang một người nào khác bên vợ    |
| Chồng                             | Trảm thôi, 3 năm                                                            |
| Vợ                                | Tang 1 năm                                                                  |
| Vợ kế                             | Nếu có con: tang 9 tháng; không có con: tang 5 tháng                        |
| Con rể                            | Tang 3 tháng                                                                |

### Phúng điếu
Phúng điếu là sự thăm hỏi, giúp đỡ bằng hình thức tiền bạc, nhang đèn hoặc hoa quả, liễn, văn điếu... Theo tục lệ thì khi chưa mặc tang phục thì không được tiếp khách đến phúng điếu. Khi khách phúng điếu vái lạy người chết thì tang gia phải lạy trả lễ một nửa số vái. Ngày nay có một số gia đình không nhận tiền phúng điếu, việc này được ghi rõ trên cáo phó.

### Nhà tang lễ
Nơi diễn ra các hoạt động nghi lễ của một đám ma.

### Dịch vụ tang lễ
Dịch vụ nhằm phục vụ quá trình diễn ra tang lễ gồm xe đưa đám, ban lễ tang...

### Điếu văn
Bài chi tiết: Điếu văn
Khi đến lễ truy điệu người quá cố, người ta hay đọc một văn bản để tỏ lòng thuơng tiếc cũng như ôn lại kỷ niệm lúc sinh thời và thông tin của người đã mất cho bạn bè gần xa, bà con lối xóm đến để chia buồn cùng gia đình.

### Mặc niệm
Xem thêm: Một phút mặc niệm

### Âm nhạc
Trong những ngày còn quan tài trong nhà, gia chủ thường mời những ban nhạc đến thổi kèn, sáo, đánh đàn, trống. (gọi là nhạc hiếu). Ngày nay, có thêm những ban kèn tây, đàn ghi ta, đờn ca tài tử, cải lương,...

## Di quan

### Nghi thức bái quan
Đây là một nghi lễ trang nghiêm tiễn biệt người quá cố trước khi mang thi thể ra khỏi nhà. Sau bao nhiêu năm, phong tục bái quan người mất vẫn được giữ gìn và tiếp nối từ thế hệ người Việt này sang thế hệ người Việt khác. Nghi thức này thể hiện sự hiếu thảo của con cháu với ông bà và tiễn biệt ông bà sang thế giới bên kia.

### Lễ cáo đạo lộ
Vào ngày đưa tang, trước khi đưa linh cữu đi, người ta làm lễ cáo thần đạo lộ, với mong muốn để đám tang đi được bình an.
Lễ cáo thần đạo lộ gồm có trầu rượu, oản, hoa quả hay lễ mặn tùy tâm và tùy hoàn cảnh gia đình tang chủ còn có thêm vàng hương, một đĩa xôi, một thủ lợn, hoặc chân giò hay một con gà trống. Những gia đình giàu sang lập hương án, ngay đầu ngõ tế một tuần rượu. Tang chủ không phải đích thân làm lễ mà có thể cử đại diện.

### Động quan
Chuyển quan tài (hòm) từ nơi khâm liệm đến nơi chôn cất, hay từ nơi khâm liệm đến một nơi khác mà chưa chôn, để lại hôm sau mới đem chôn cũng được gọi là di quan.

## Chôn cất

### Lễ cúng tam chiêu (3 ngày)
Sau khi chôn người chết được 3 ngày, gia chủ làm lễ cúng tam chiêu hoặc lễ mở cửa mã.

### Lễ cúng tuần (7 tuần - 49 ngày)
Bài chi tiết: Lễ cúng 49 ngày
Trong thời gian tang lễ, gia chủ cúng cơm cho người chết. Khi người chết được bao nhiêu tuần, gia chủ làm lễ cúng thất cho đến khi được tuần thứ 7 thì làm lễ chung thất, thôi cúng cơm cho người chết. Gia chủ thường mời thầy cúng và mua nhà cho người chết.

### Lễ tốt khốc (100 ngày)
Khi người chết được 100 ngày, gia chủ làm lễ tốt khốc (thôi khóc). Gia chủ thường mời thầy cúng, đốt tang phục, đốt nhà cho người chết và đưa di ảnh người chết lên bàn thờ tổ tiên.

### Tiểu tường (1 năm)
Sau khi người chết được 1 năm, gia chủ làm lễ tiểu tường hoặc giỗ đầu.

### Đại tường (3 năm)
Sau khi người chết được 3 năm, gia chủ làm lễ đại tường hoặc giỗ hết.

## Đám tang người Việt Công Giáo
Đám tang của người Việt theo đạo Công Giáo không có các lễ cúng tam chiêu, lễ cúng tuần, lễ tốt khốc. Nếu người chết được 1 năm thì làm lễ giỗ 1 năm, 2 năm thì làm lễ giỗ 2 năm, v.v... chứ không có khái niệm tiểu tường, đại tường hay giỗ đầu, giỗ hết.
Tang chế của người Việt công Giáo cũng không phức tạp, cầu kỳ như người Phật Giáo và tín ngưỡng dân gian.

## Ngày nay
Hiện nay, tang lễ được làm giản tiện hơn. Các trình tự lễ tang ngày nay là lễ khâm liệm, lễ nhập quan, lễ viếng, lễ đưa tang, lễ hạ huyệt và lễ viếng mộ, tảo mộ.